# Campionati europei under 23 di lotta 2024
I campionati europei di under 23 lotta 2024 si sono svolti presso il Baku Sports Palace di Baku, in Azerbaigian, dal 20 al 26 maggio 2024. Sono stati la 9ª edizione della manifestazione continentale per lottatori di età inferiore ai 23 anni. Si sono svolti 30 tornei di cui 10 di lotta greco-romana e 20 di lotta libera, 10 femminile e 10 maschile.

## Partecipanti
Hanno preso parte alla competizione 365 lottatori in rappresentanza di 31 nazioni. In ragioni delle sanzioni imposte dal CIO in seguito all'invasione russa dell'Ucraina nel 2022, ai lottatori di Russia e Bielorussia non è stato permesso di utilizzare il nome, la bandiera o l'inno del loro Paese. Hanno invece partecipato come “Atleti Neutrali Individuali (AIN)” e le loro medaglie non sono state incluse nel medagliere ufficiale.
1. Austria (3)
2. Azerbaigian (27) (ospitante)
3. Belgio (2)
4. Bulgaria (21)
5. Croazia (5)
6. Rep. Ceca (4)
7. Spagna (3)
8. Estonia (5)
9. Finlandia (4)
10. Francia (11)
11. Regno Unito (1)
12. Georgia (20)
13. Germania (16)
14. Grecia (12)
15. Ungheria (11)
16. Israele (3)
17. Italia (12)
18. Kosovo (1)
19. Lituania (6)
20. Moldavia (22)
21. Paesi Bassi (1)
22. Norvegia (4)
23. Polonia (21)
24. Portogallo (2)
25. Romania (12)
26. Serbia (6)
27. Svizzera (4)
28. Slovacchia (3)
29. Svezia (5)
30. Turchia (30)
31. Ucraina (30)
32. Atleti Individuali Neutrali (58)

## Podi

### Lotta libera maschile
| Evento | Oro                                           | Argento                                        | Bronzo                                                  |
| 57 kg  | Artem Gobaev Atleti Individuali Neutrali      | Muhammet Karavuş Turchia                       | Vladyslav Abramov Ucraina                               |
| 57 kg  | Artem Gobaev Atleti Individuali Neutrali      | Muhammet Karavuş Turchia                       | Luka Gvinjilia Georgia                                  |
| 61 kg  | Bashir Magomedov Atleti Individuali Neutrali  | Mykyta Abramov Ucraina                         | Emre Kural Turchia                                      |
| 61 kg  | Bashir Magomedov Atleti Individuali Neutrali  | Mykyta Abramov Ucraina                         | Nuraddin Novruzov Azerbaigian                           |
| 65 kg  | Ibragim Ibragimov Atleti Individuali Neutrali | Khamzat Arsamerzouev Francia                   | Abdullah Toprak Turchia                                 |
| 65 kg  | Ibragim Ibragimov Atleti Individuali Neutrali | Khamzat Arsamerzouev Francia                   | Serghei Cilcic Moldavia                                 |
| 70 kg  | Inalbek Sheriev Atleti Individuali Neutrali   | Kanan Heybatov Azerbaigian                     | Davit Patsinashvili Georgia                             |
| 70 kg  | Inalbek Sheriev Atleti Individuali Neutrali   | Kanan Heybatov Azerbaigian                     | Chirilov Constantin Moldavia                            |
| 74 kg  | Dzhabrail Gadzhiev Azerbaigian                | Kamil Abdulvagabov Atleti Individuali Neutrali | Metehan Yaprak Turchia                                  |
| 74 kg  | Dzhabrail Gadzhiev Azerbaigian                | Kamil Abdulvagabov Atleti Individuali Neutrali | Luka Chkhitunidze Georgia                               |
| 79 kg  | Georgios Kougioumtsidis Grecia                | Ali Tcokaev Azerbaigian                        | Arsen Balaian Atleti Individuali Neutrali               |
| 79 kg  | Georgios Kougioumtsidis Grecia                | Ali Tcokaev Azerbaigian                        | Radomir Stoyanov Bulgaria                               |
| 86 kg  | Arslan Bagaev Atleti Individuali Neutrali     | Rakhim Magamadov Francia                       | Arsenii Dzhioev Azerbaigian                             |
| 86 kg  | Arslan Bagaev Atleti Individuali Neutrali     | Rakhim Magamadov Francia                       | Emre Çiftçi Turchia                                     |
| 92 kg  | Gkivi Bliatze Grecia                          | Adlan Viskhanov Francia                        | Ion Demian Moldavia                                     |
| 92 kg  | Gkivi Bliatze Grecia                          | Adlan Viskhanov Francia                        | Mustafagadzhi Malachdibirov Atleti Individuali Neutrali |
| 97 kg  | Radu Lefter Moldavia                          | Soslan Dzhagaev Atleti Individuali Neutrali    | Merab Suleimanishvili Georgia                           |
| 97 kg  | Radu Lefter Moldavia                          | Soslan Dzhagaev Atleti Individuali Neutrali    | Rıfat Gıdak Turchia                                     |
| 125 kg | Alen Khubulov Bulgaria                        | Solomon Manashvili Georgia                     | Abdulla Kurbanov Atleti Individuali Neutrali            |
| 125 kg | Alen Khubulov Bulgaria                        | Solomon Manashvili Georgia                     | Milán Korcsog Ungheria                                  |

### Lotta greco-romana maschile
| Evento | Oro                                             | Argento                                           | Bronzo                                        |
| 55 kg  | Giorgi Tokhadze Georgia                         | Emre Mutlu Turchia                                | Adam Ulbashev Atleti Individuali Neutrali     |
| 55 kg  | Giorgi Tokhadze Georgia                         | Emre Mutlu Turchia                                | Rashad Mammadov Azerbaigian                   |
| 60 kg  | Mert İlbars Turchia                             | Nihad Guluzade Azerbaigian                        | Melkamu Fetene Israele                        |
| 60 kg  | Mert İlbars Turchia                             | Nihad Guluzade Azerbaigian                        | Dinislam Bammatov Atleti Individuali Neutrali |
| 63 kg  | Ziya Babashov Azerbaigian                       | Vitalie Eriomenco Moldavia                        | Mairbek Salimov Polonia                       |
| 63 kg  | Ziya Babashov Azerbaigian                       | Vitalie Eriomenco Moldavia                        | Bekir Ateş Turchia                            |
| 67 kg  | Daniial Agaev Atleti Individuali Neutrali       | Azat Sarıyar Turchia                              | Oleg Khalilov Ucraina                         |
| 67 kg  | Daniial Agaev Atleti Individuali Neutrali       | Azat Sarıyar Turchia                              | Diego Chkhikvadze Georgia                     |
| 72 kg  | Giorgi Chkhikvadze Georgia                      | Vilius Savickas Template:LIT                      | Ruslan Nurullayev Azerbaigian                 |
| 72 kg  | Giorgi Chkhikvadze Georgia                      | Vilius Savickas Template:LIT                      | Vasile Zabica Moldavia                        |
| 77 kg  | Khasay Hasanli Azerbaigian                      | Yüksel Sarıçiçek Turchia                          | Attila Tösmagi Ungheria                       |
| 77 kg  | Khasay Hasanli Azerbaigian                      | Yüksel Sarıçiçek Turchia                          | Alexandrin Guțu Moldavia                      |
| 82 kg  | Gurban Gurbanov Azerbaigian                     | Islam Aliev Atleti Individuali Neutrali           | Deni Nakaev Germania                          |
| 82 kg  | Gurban Gurbanov Azerbaigian                     | Islam Aliev Atleti Individuali Neutrali           | Vladimeri Karchaidze Francia                  |
| 87 kg  | Aues Gonibov Atleti Individuali Neutrali        | Achiko Bolkvadze Georgia                          | Lachin Valiyev Azerbaigian                    |
| 87 kg  | Aues Gonibov Atleti Individuali Neutrali        | Achiko Bolkvadze Georgia                          | Exauce Mukubu Norvegia                        |
| 97 kg  | Magomed Murtazaliev Atleti Individuali Neutrali | Abubakar Khaslakhanau Atleti Individuali Neutrali | Anton Vieweg Germania                         |
| 97 kg  | Magomed Murtazaliev Atleti Individuali Neutrali | Abubakar Khaslakhanau Atleti Individuali Neutrali | Murad Ahmadiyev Azerbaigian                   |
| 130 kg | Mykhailo Vyshnyvetskyi Ucraina                  | Koppány László Ungheria                           | Giorgi Tsopurashvili Georgia                  |
| 130 kg | Mykhailo Vyshnyvetskyi Ucraina                  | Koppány László Ungheria                           | Hamza Bakır Turchia                           |

### Lotta libera femminile
| Evento | Oro                                              | Argento                                            | Bronzo                                             |
| 50 kg  | Natallia Varakina Atleti Individuali Neutrali    | Zehra Demirhan Turchia                             | Ana Maria Pîrvu Romania                            |
| 50 kg  | Natallia Varakina Atleti Individuali Neutrali    | Zehra Demirhan Turchia                             | Natalia Walczak Polonia                            |
| 53 kg  | Liliia Malanchuk Ucraina                         | Elnura Mammadova Azerbaigian                       | Venera Nafikova Atleti Individuali Neutrali        |
| 53 kg  | Liliia Malanchuk Ucraina                         | Elnura Mammadova Azerbaigian                       | Viktoria Volk Atleti Individuali Neutrali          |
| 55 kg  | Jonna Malmgren Svezia                            | Mariia Vynnyk Ucraina                              | Anastasiia Iandushkina Atleti Individuali Neutrali |
| 55 kg  | Jonna Malmgren Svezia                            | Mariia Vynnyk Ucraina                              | Mihaela Samoil Moldavia                            |
| 57 kg  | Zhala Aliyeva Azerbaigian                        | Elvira Kamaloğlu Turchia                           | Solomiia Vynnyk Ucraina                            |
| 57 kg  | Zhala Aliyeva Azerbaigian                        | Elvira Kamaloğlu Turchia                           | Volha Hardzei Atleti Individuali Neutrali          |
| 59 kg  | Alesia Hetmanava Atleti Individuali Neutrali     | Anastasiia Sidelnikova Atleti Individuali Neutrali | Amel Rebiha Francia                                |
| 59 kg  | Alesia Hetmanava Atleti Individuali Neutrali     | Anastasiia Sidelnikova Atleti Individuali Neutrali | Ruzanna Mammadova Azerbaigian                      |
| 62 kg  | Iryna Bondar Ucraina                             | Yana Tretsiak Atleti Individuali Neutrali          | Viktoria Vesso Estonia                             |
| 62 kg  | Iryna Bondar Ucraina                             | Yana Tretsiak Atleti Individuali Neutrali          | Alina Kasabieva Atleti Individuali Neutrali        |
| 65 kg  | Irina Rîngaci Moldavia                           | Ekaterina Koshkina Atleti Individuali Neutrali     | Kateryna Zelenykh Romania                          |
| 65 kg  | Irina Rîngaci Moldavia                           | Ekaterina Koshkina Atleti Individuali Neutrali     | Nesrin Baş Turchia                                 |
| 68 kg  | Elizaveta Petliakova Atleti Individuali Neutrali | Manola Skobelska Ucraina                           | Viktoryia Radzkova Atleti Individuali Neutrali     |
| 68 kg  | Elizaveta Petliakova Atleti Individuali Neutrali | Manola Skobelska Ucraina                           | Karolina Pók Ungheria                              |
| 72 kg  | Alina Shauchuk Atleti Individuali Neutrali       | Nadiia Sokolovska Ucraina                          | Olesia Bezuglova Atleti Individuali Neutrali       |
| 72 kg  | Alina Shauchuk Atleti Individuali Neutrali       | Nadiia Sokolovska Ucraina                          | Bükrenaz Sert Turchia                              |
| 76 kg  | Mariia Orlevych Ucraina                          | Laura Kuehn Germania                               | Olga Kozyreva Atleti Individuali Neutrali          |
| 76 kg  | Mariia Orlevych Ucraina                          | Laura Kuehn Germania                               | Zsófi Virág Ungheria                               |

## Medagliere
| Pos.   | Paese                       | Oro | Argento | Bronzo | Totale |
| ------ | --------------------------- | --- | ------- | ------ | ------ |
| –      | Atleti Individuali Neutrali | 12  | 7       | 13     | 32     |
| 1      | Azerbaigian                 | 5   | 4       | 7      | 16     |
| 2      | Ucraina                     | 4   | 4       | 3      | 11     |
| 3      | Georgia                     | 2   | 2       | 6      | 10     |
| 4      | Moldavia                    | 2   | 1       | 6      | 9      |
| 5      | Grecia                      | 2   | 0       | 0      | 2      |
| 6      | Turchia                     | 1   | 6       | 9      | 16     |
| 7      | Bulgaria                    | 1   | 0       | 1      | 2      |
| 8      | Svezia                      | 1   | 0       | 0      | 1      |
| 9      | Francia                     | 0   | 3       | 2      | 5      |
| 10     | Ungheria                    | 0   | 1       | 4      | 5      |
| 11     | Germania                    | 0   | 1       | 2      | 3      |
| 12     | Lituania                    | 0   | 1       | 0      | 1      |
| 13     | Polonia                     | 0   | 0       | 2      | 2      |
| 13     | Romania                     | 0   | 0       | 2      | 2      |
| 15     | Estonia                     | 0   | 0       | 1      | 1      |
| 15     | Israele                     | 0   | 0       | 1      | 1      |
| 15     | Norvegia                    | 0   | 0       | 1      | 1      |
| Totale | Totale                      | 30  | 30      | 60     | 120    |

## Classifica squadre
| Pos. | Lotta libera maschile | Lotta libera maschile | Lotta greco-romana | Lotta greco-romana | Lotta libera femminile | Lotta libera femminile |
| Pos. | Squadra               | Punti                 | Squadra            | Punti              | Squadra                | Punti                  |
| ---- | --------------------- | --------------------- | ------------------ | ------------------ | ---------------------- | ---------------------- |
| 1    | Azerbaigian           | 137                   | Azerbaigian        | 163                | Ucraina                | 168                    |
| 2    | Turchia               | 119                   | Georgia            | 138                | Turchia                | 118                    |
| 3    | Moldavia              | 96                    | Turchia            | 135                | Azerbaigian            | 76                     |
| 4    | Georgia               | 94                    | Moldavia           | 70                 | Moldavia               | 50                     |
| 5    | Ucraina               | 85                    | Ucraina            | 66                 | Germania               | 50                     |
| 6    | Grecia                | 76                    | Polonia            | 51                 | Romania                | 48                     |
| 7    | Francia               | 68                    | Germania           | 46                 | Ungheria               | 40                     |
| 8    | Bulgaria              | 56                    | Ungheria           | 43                 | Francia                | 35                     |
| 9    | Polonia               | 26                    | Bulgaria           | 26                 | Svezia                 | 33                     |
| 10   | Italia                | 20                    | Francia            | 25                 | Polonia                | 31                     |